# Limnophora approximatinervis
Limnophora approximatinervis är en tvåvingeart som först beskrevs av Stein 1919.  Limnophora approximatinervis ingår i släktet Limnophora och familjen husflugor. Inga underarter finns listade i Catalogue of Life.